# 李三奇
李三奇（？—1638年），號素予，山东東昌府武城县人。萬曆丁亥（1587年）五月初十日生。

## 生平
早年丧母，性聪颖，侍奉继母以孝闻。万历四十年（1612年）壬子科山东乡试第二十五名举人，四十七年（1619年）己未科三甲一百九十三名進士，户部觀政，四十八年授河南巩县知县，告病归。天啓元年起复松江府教授，三年升国子监助教，七年補原职，崇祯元年升南京户部主事，管鳳陽倉。崇祯十一年（1638年），守城死难，赠光禄寺少卿，赐祭葬。

## 家族
曾祖李梅，医官。祖父李若蕙，医官。父李茂元，贡生。